# Distretto di Madre de Dios
Il distretto di Madre de Dios è uno dei quattro distretti della provincia di Manu, in Perù. Si trova nella regione di Madre de Dios e si estende su una superficie di 7.234,81 chilometri quadrati.
Istituito il 26 dicembre 1912, ha per capitale la città di Boca Colorado.